# Fernand Hermie
Fernand Hermie (* 4. Januar 1945 in Bottelare (Provinz Ostflandern)) ist ein ehemaliger belgischer Radrennfahrer.

## Sportliche Laufbahn
Hermie war im Straßenradsport aktiv. Als Amateur siegte er 1965 in der belgischen Militärmeisterschaft im Straßenrennen. 1966 startete er in der Internationalen Friedensfahrt und schied aus. 1964 startete er bei mehreren Rennen in der DDR, gewann dabei ein Eintagesrennen und kam bei Rund um Berlin auf den 5. Platz.
1967 wurde er Berufsfahrer im Radsportteam Goldor-Hercka und blieb bis 1976 als Radprofi aktiv. Er war unter anderem Domestik für Eddy Merckx. Hermie gewann eine Reihe von Kriterien und Rundstreckenrennen. 1970 holte er den Sieg im Memorial Fred De Bruyne und im GP Stad Zottegem, 1971 im Circuit de Flandre centrale. Zweiter wurde er 1969 im Circuit des Frontières hinter Daniel van Ryckeghem. Im Grand Prix de Denain 1969 kam er auf den 3. Platz. In der Vuelta a España 1972 schied er aus.

## Berufliches
Nach seiner aktiven Karriere war er als Verkäufer für das Unternehmen Ijsboerke tätig.

## Familiäres
Sein Vater Michel Hermie war ebenfalls Radprofi.